# Seis (álbum de Mar de Copas)
Seis es el 6to álbum de la banda de Rock peruana Mar de Copas. Al igual que la mayoría de sus lanzamientos la disquera es MDC Producciones. El álbum fue uno de los más vendidos en el Perú.

## Lista de canciones
1. Dos caras
2. Siglo XX
3. Cómo pensar que no te quise
4. Atardecer
5. A solas
6. Edificio República
7. Cada siete tardes de sol
8. Tomar su mano
9. Desconocidos íntimos
10. Olas plateadas
11. Pensando en ti
12. Visiones

## Premios
En 2013 ganó el Premio Luces al Disco del año.